# Florencio Olvera Ochoa
Florencio Olvera Ochoa (ur. 12 października 1933 w Tequisquiapan, zm. 20 grudnia 2020 tamże) – meksykański duchowny rzymskokatolicki, w latach 2002–2009 biskup Cuernavaca.

## Życiorys
Święcenia kapłańskie przyjął 26 października 1958 i został inkardynowany do diecezji Querétaro. Przez ponad 20 lat pracował w miejscowym seminarium, gdzie pełnił funkcje m.in. ojca duchownego, wicerektora i rektora. W latach 1980–1983 kierował Papieskim Kolegium Meksykańskim w Rzymie, zaś po powrocie do diecezji był wikariuszem duszpasterskim dla regionu Querétaro, a od 1984 wikariuszem generalnym diecezji.
19 października 1992 został prekonizowany biskupem Tabasco. Sakrę biskupią otrzymał 30 listopada 1992. 22 lutego 2002 został mianowany biskupem Cuernavaca, ingres odbył się 25 marca 2002. 10 lipca 2009 przeszedł na emeryturę.